# 札尼别

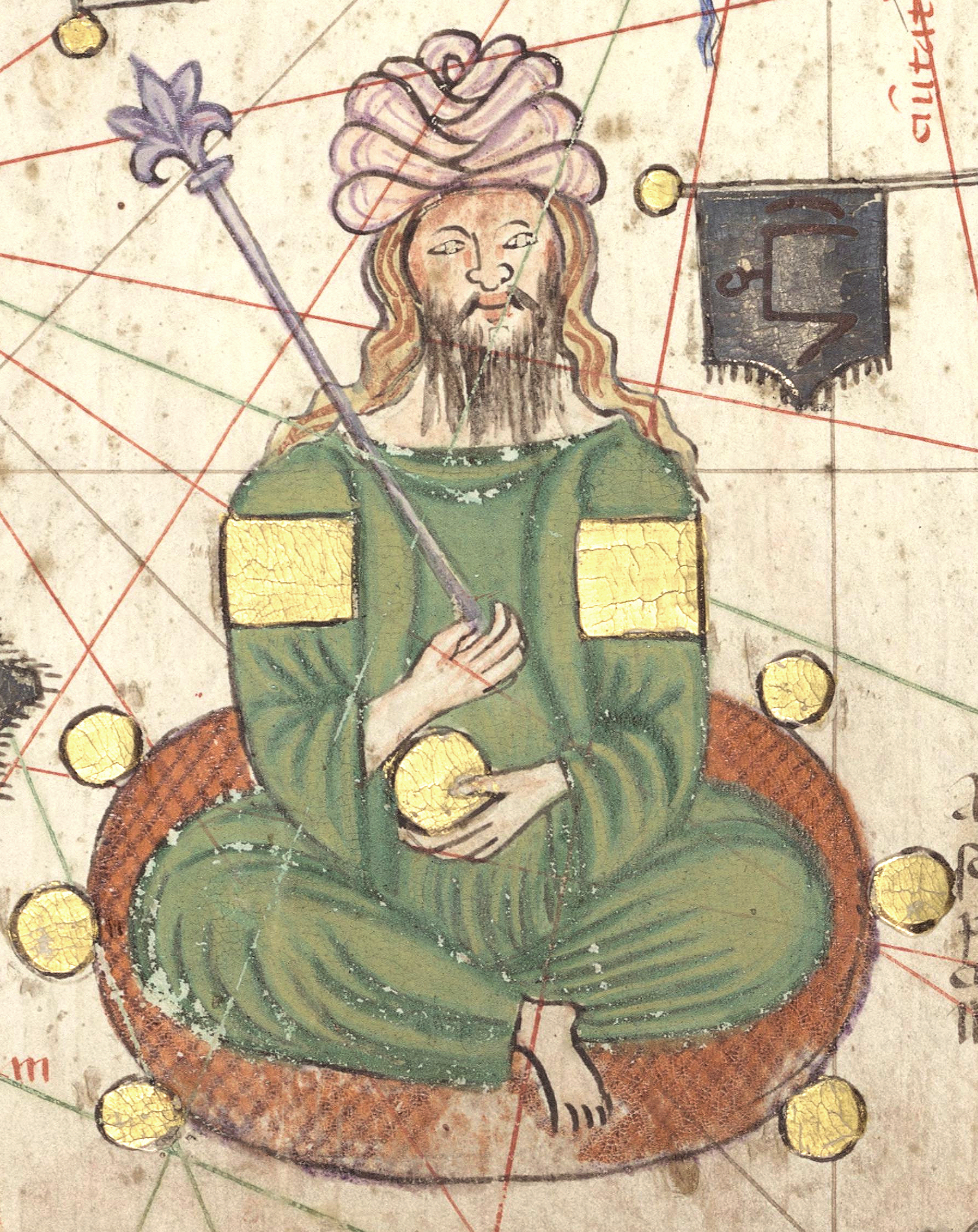
札尼别

札尼别（波斯語： Canibäk；？—1357年），金帐汗国第十一任可汗，月即别的儿子。1342年，札尼别谋害哥哥迪尼别，夺取汗位。札尼别积极发展伊斯兰教。
这时，伊儿汗国西部分裂为丘拜尼王朝和札剌亦儿王朝。1357年，札尼别趁机攻入大不里士，丘拜尼王朝君主馬利克·阿什拉夫被杀，丘拜尼王朝灭亡，伊儿汗国可汗努失儿完不知所终，大不里士的正统伊儿汗国宣告结束。札尼别让儿子别儿迪别留下来镇守大不里士，但是不久，因札尼别病重，别儿迪别被召回钦察。这时汗国彻底伊斯兰化（连突厥人也成为穆斯林），多次与克里米亚热那亚人冲突。1347年，札尼别军队围攻克里米亚半岛卡法城时，由于城坚难摧，攻城部队又受到由中国向西蔓延的鼠疫大流行的影響，他们便把鼠疫病死者从城外抛到城内，结果使保卫卡法城的许多士兵和居民染上鼠疫，不得不弃城西逃，从而引发了欧洲黑死病的流行。
| 前任： 迪尼别 | 金帐汗国君主 1342年—1357年 | 繼任： 别儿迪别 |